# Brigitte Köck
Brigitte Köck (Innsbruck, 18 maggio 1970) è un'ex snowboarder austriaca.

## Palmarès

### Olimpiadi
- Bronzo a Nagano 1998 nello slalom gigante.